# Kamijo
Kamijo (かみじょう?) (estilizado KAMIJO) (Hiratsuka, prefectura de Kanagawa, Japón 19 de julio de 1975) es un cantautor, modelo y productor japonés, más conocido por ser el fundador y cantante de las bandas de visual kei Lareine y Versailles. Es el director del sello discográfico Chateau Agency, fundado en 2000 bajo el nombre de Applause Records y renombrado en el 2006 y 2017 como Sherow Artist Society y Chateau Agency respectivamente. 
Su música abarca muchos géneros, Lareine que tiene principalmente un estilo pop barroco, y Versailles un sonido claro de power metal sinfónico y neoclásico. Tiene una extensa discografía con las bandas Lareine, New Sodmy y Versailles, que consta de 15 álbumes, y una gran cantidad de EP y sencillos. En 2013, Kamijo comenzó una carrera en solitario con su sencillo de debut «Louis —enketsu no la vie en rose—».

## Historia
Se crio en una familia de músicos, su madre era profesora de teclado, su abuelo violinista y su abuela pianista por lo que recibió mucho apoyo al decidir tomar una carrera musical.
Sus inicios en el visual kei datan desde mediados de la década de 1990 cuando se desempeñó como roadie de la entonces joven banda Malice Mizer. Compartió esta labor con Mayu, un guitarrista con el cual años más tarde forma la banda Lareine, la cual tras varios cambios en su formación, finalmente en 1996 se establece con Kamijo como vocalista, Mayu en la guitarra, Emiru en el bajo eléctrico y Machi en la batería. Junto a LAREINE se posicionó en un lugar importante dentro de la escena Visual kei en la conocida como "Edad de oro" del Visual kei en Japón. En 1999 la banda se disuelve, pero un año más tarde, Kamijo lanza un álbum como solista dentro de LAREINE titulado Scream que alcanzó el puesto número 23 en las listas de Oricon. 
Para el verano de 2001 detiene definitivamente las actividades de la banda, para comenzar con otro proyecto llamado New Sodmy, una propuesta similar, catalogada como la versión "no visual" de LAREINE. Este proyecto duró cerca de un año, y concluyó con la reunión de LAREINE, pero esta vez con Kasumi (exmiembro de la banda Ribbon) como baterista.
El renacimiento de LAREINE duró hasta 2006, Kasumi debió retirarse de la escena musical, no se tenían muchas noticias de Mayu desde hacía varios meses, por lo que Kamijo y Emiru deciden realizar un último concierto de despedida el 31 de octubre de 2006 con el guitarrista Hizaki como miembro de soporte. 
En 2007 junto a Hizaki y otros músicos inician las actividades de un nuevo proyecto musical, la banda Versailles, bajo el concepto de "una familia de rosas", o más bien "los Descendientes de la rosa". Junto a la banda ha tenido grandes éxitos y varios álbumes editados, es el único que escribe las letras de las canciones, donde suelen aparecer vampiros e historias de amor espectrales.
En 2010 junto a Versailles recorrió gran parte del mundo en su primera gira mundial llamada Versailles World Tour 2010 "Method of Inheritance", la cual un año después, en 2011 se repitió llevándolos a recorrer nuevamente gran parte de Europa, Asia y Sudamérica.
Se encargó de producir la banda sonora de las películas «Vampire Stories "Brothers"» y «Vampire Stories "Chasers"» estrenadas el 9 de julio en Japón.
Luego de que Versailles anunciara una pausa a finales de 2012, Kamijo inicia su proyecto como solista y anuncia su sencillo de debut para el 28 de agosto de 2013, bajo el séllo discográfico Sherow Artist Society, titulado "Louis ~艶血のラヴィアンローズ~", el cual contó con la colaboración de Mana (músico).  
El 5 de marzo del 2014 KAMIJO hace su debut Major como solista a través de Warner Music Japan con un miniálbum titulado Symphony of The Vampire.
KAMIJO Anuncia dos nuevos singles para los meses de junio y julio, titulados Moulin Rouge y Yamiyo no Lion (闇夜のライオン).
El 20 de julio a través de su página oficial y de su cuenta de Twitter, anuncia su primer álbum de larga duración llamado "Heart" para el 24 de septiembre del 2014.
El 13 de diciembre de 2014 en el concierto final de la gira KAMIJO TOUR 2014-THE DEATH PARADE-The Empire Of Vampire- que tuvo lugar en el AiiA Theather Tokyo anuncia una gira mundial para el 2015 llamada KAMIJO WORLD TOUR 2015- 20th Anniversary Best- para celebrar sus 20 años de carrera.
Tiempo después inicia su tour por Europa desde el 28 de febrero hasta el 8 de marzo presentándose en las siguientes ciudades: Helsinki, Moscú, Cologne, Marseille y París.
Después de terminar su gira por Europa, regresa a Japón para grabar el álbum titulado Royal Blood~Revival Best~ lanzado el 15 de julio de 2015 que recopila algunas canciones de Lareine y Versailles regrabadas con nuevos arreglos musicales y 3 canciones completamente nuevas.
Actualmente se encuentra de gira con "THE AMERICAS TOUR 2025 -MASTERPIECE-" con las siguientes fechas:
May.24 Sao Paulo,Brasil [Hangar 110]

May.25 Santiago,Chile [Sala Metronomo]

May.28 Ciudad de México,Mexico [Hendrix Circus]

May.30 NewYork,USA [Racket]

June.1 Los Angeles,USA [The Mayan]

Luego de esta gira, trasladará su base de operaciones a Los Ángeles.

## Discografía

### Como solista

#### Álbumes y EP
| Año  | Título                                                                                           | Tipo                |
| ---- | ------------------------------------------------------------------------------------------------ | ------------------- |
| 2014 | Symphony Of The Vampire                                                                          | EP                  |
| 2014 | Heart                                                                                            | Álbum de estudio    |
| 2015 | 20th Anniversary All Time Best~Kakumei No Keifu~ (20th Anniversary All Time Best～革命の系譜～?) | Álbum recopilatorio |
| 2015 | Royal Blood ~Revival Best~                                                                       | Álbum de estudio    |
| 2015 | World Tour 2015 —20th ANNIVERSARY BEST— JAPAN FINAL                                              | Álbum en vivo       |
| 2018 | Sang                                                                                             | Álbum de estudio    |
| 2019 | Dream Live “Symphony of The Vampire” KAMIJO with Orchestra                                       | Álbum en vivo       |
| 2022 | OSCAR                                                                                            | Álbum de estudio    |
| 2024 | VIOLET DAWN                                                                                      | EP                  |
| 2025 | BEST ALBUM -MASTERPIECE-                                                                         | Álbum recopilatorio |

#### Sencillos
| Año  | Título                                                                |
| ---- | --------------------------------------------------------------------- |
| 2013 | «Louis~enketsu no la vie en rose~» (Louis～艶血のラヴィアンローズ～?) |
| 2014 | «Moulin Rouge»                                                        |
| 2014 | «Yamiyo no Lion»                                                      |
| 2017 | «Castrato» (カストラート?)                                            |
| 2017 | «Mademoiselle»                                                        |
| 2018 | «Nosferatu»                                                           |
| 2018 | «Sang~Another Story~»                                                 |
| 2018 | «Sang~Kimi ni Okuru Namae~» (Sang~君に贈る名前~?)                     |
| 2019 | «Eye Of Providence»                                                   |
| 2019 | «TEMPLE~Blood sucking for praying~»                                   |
| 2020 | «Symbol Of The Dragon»                                                |
| 2020 | «Persona Grata»                                                       |
| 2021 | «Behind The Mask»                                                     |

#### Filmografía
| Año  | Título                                                                          | Tipo        |
| ---- | ------------------------------------------------------------------------------- | ----------- |
| 2015 | KAMIJO Tour 2014 -THE DEATH PARADE-Final ~The Empire Of Vampire~                | DVD en vivo |
| 2016 | LA VIE EN ROSE KAMIJO -20th ANNIVERSARY BEST- Grand Finale Zepp DiverCity Tokyo | DVD en vivo |
| 2018 | Epic Rock Orchestra at Zepp DiverCity Tokyo                                     | DVD en vivo |
| 2018 | Sang Live at Zepp DiverCity Tokyo                                               | DVD en vivo |
| 2019 | Dream Live "Symphony Of The Vampire" KAMIJO with Orchestra                      | DVD en vivo |
| 2021 | KAMIJO Live Concert 2021 -Behind The Mask-                                      | DVD en vivo |
| 2024 | LOUIS XVII -KAMIJO Solo 10th Anniversary Special Live-                          | DVD en vivo |
| 2024 | VIOLET DAWN LIVE -KAMIJO Solo 11th Anniversary Tour Final-                      | DVD en vivo |
| 2024 | Road to Kingdom -Birthday Special Live & Tour Documentary-                      | DVD en vivo |
| 2025 | Winter Romantic Concert                                                         | DVD en vivo |

### Con Lareine
| Año  | Título | Tipo             |
| ---- | --- | ---------------- |
| 1997 | Blue Romance —Yasashī hana-tachi no kyō sō— (Blue Romance ～優しい花達の狂奏～?)                          | Álbum de estudio |
| 1998 | Lillie Charlotte                                                                                          | EP               |
| 2000 | Fierute no umi to tomoni shō yu —THE LAST OF ROMANCE— (フィエルテの海と共に消ゆ ～THE LAST OF ROMANCE～?) | Álbum de estudio |
| 2000 | Scream | Álbum de estudio |
| 2004 | Never Cage                                                                                                | Álbum de estudio |
| 2006 | Winter Romantic                                                                                           | EP               |

### Con New Sodmy
| Año  | Título             | Tipo             |
| ---- | ------------------ | ---------------- |
| 2002 | Confess to a Crime | Álbum de estudio |
| 2002 | Confess to a Love  | Álbum de estudio |

### Con Versailles
| Año  | Título                                              | Tipo             |
| ---- | --------------------------------------------------- | ---------------- |
| 2007 | Lyrical Sympathy                                    | EP               |
| 2008 | Noble -Vampire's Chronicles-                        | Álbum de estudio |
| 2010 | Jubilee -Method of Inheritance-                     | Álbum de estudio |
| 2011 | Holy Grail                                          | Álbum de estudio |
| 2012 | Versailles                                          | Álbum de estudio |
| 2017 | Lineage —bara no matsuei— (Lineage ～薔薇の末裔～?) | EP               |